# Butterflies (låt av 3+2)
Butterflies är en låt från 2010 skriven av Maxim Fadeev och Malka Chaplin. Låten framfördes av den vitryska gruppen 3+2 och var därmed Vitrysslands bidrag i Eurovision Song Contest 2010.